# Ogcodes ater
Ogcodes ater är en tvåvingeart som beskrevs av White 1914. Ogcodes ater ingår i släktet Ogcodes och familjen kulflugor. Inga underarter finns listade i Catalogue of Life.